# Alberto Rembao
Alberto Rembao (26 de setembro de 1895, Chihuahua, México - 10 de novembro de 1962, Nova Iorque), foi um pensador, jornalista e defensor do cristianismo social, democracia e internacionalismo ecumênico.

## Biografia
Seu pai, Andrés Rembao, era um liberal e livre-pensador anticlerical contrário ao governo de Porfirio Díaz, que foi presidente do México entre 1876 e 1911. Essa circunstância fez com que Alberto e suas duas irmãs fossem enviados para estudar em escolas dirigidas por protestantes norte-americanos. Isso não ocorreu por convicções religiosas de seus pais, mas porque tais escolas estavam conectadas às tendências liberais que contribuíram para a eclosão da Revolução Mexicana em 1910.
Participou dos combates decorrentes da Revolução Mexicana, sob o comando do general Pascual Orozco (1882-1915), mas durante a Batalha de Tierra Blanca (23-25 de novembro de 1913), perto El Paso (Texas), foi gravemente ferido e teve que amputar a perna direita. Depois disso, missionários protestantes o levaram para os Estados Unidos, onde supervisionaram sua recuperação médica. Com o apoio de protestantes conseguiu uma perna artificial, a cidadania americana, um emprego e concluir o ensino superior. Todo esse processo contribuiu em seu processo de conversão religiosa.
Os acontecimentos do período entre as duas guerras mundiais contribuíram para que Alberto se tornasse um pacifista e defensor do internacionalismo, que procurava unir criar sistemas abertos de diplomacia internacional e arbitragem como meio de evitar guerras.
O fracasso do autoproclamado Ocidente cristão em evitar os horrores da guerra e outros males como imperialismo, militarismo, exploração econômica e racismo, levaram Alberto a questionar as reivindicações ocidentais de superioridade de seus valores e liderança.
No período entre guerras, ocorreu uma maior disputa, dentro do protestantismo, entre os teológicos liberais e conservadores, que, aliás, existia desde o Século XIX. Os conservadores defendiam a ortodoxia tradicional e a missão como evangelismo de proclamação para a conversão-salvação espiritual individualista, enquanto que os liberais eram partidários do evangelho social e enfatizavam os ensinamentos sociais de Jesus e, desse modo, assumiam um papel proativo para trazer justiça, equidade, e melhores condições de vida neste mundo.
Em 1917, começou seus os estudos no Pomona College, uma instituição fundada por congregacionalistas em Claremont (Califórnia).
Durante seu último em Pomona, editou o "Student Life college newspaper", no qual escreveu vários artigos que defendiam a democracia participativa, o internacionalismo e preocupação com as questões sociais, em linha com os defensores do evangelho social.
Em 1921, se graduou, como bacharel em literatura românica.
Depois, casou-se com a espanhola Julia G. Garcia, e foi trabalhar como professor e diretor do Colégio Internacional, uma escola do ensino médio para rapazes fundada pela Igreja Congregacional, em Guadalajara, México. Nesse período, também trabalhou como professor de literatura e língua espanhola na Universidade de Guadalajara.
Mas depois de dois anos, foi afastado sob a alegação de que não tinha formação teológica suficiente, razão pela qual retornou para os Estados Unidos.
Entre 1924 e 1928, na "Pacific School of Religion" (PSR) em Berkeley, Califórnia, onde obteve um MA e um Bacharelado em Divindade (agora chamado de Masters of Divinity). Nesse período, foi pastor de uma pequena igreja de língua espanhola em San Francisco, bem como editor do "La Nueva Senda", o boletim informativo em espanhol do Conselho Interdenominacional sobre o Trabalho da Língua Espanhola.
Nesse período, combinou o trabalho para a conversão cristã com a promoção do bem estar social, incluindo educação para migrantes mexicanos, visitas à prisão estadual e defesa dos interesses dos trabalhadores mexicanos na região.
Depois iniciou um dourado na Yale Divinity School em New Haven, Connecticut, mas não concluiu.
Em meados de 1928, foi contratado pelo "Foreign Language Information Service" (FLIS) para estabelecer e dirigir a divisão destinada à produção de material informativo em língua espanhola, mas continuou a dirigir Nueva Senda e a escrever artigos para jornais de língua espanhola. 
Nesse contexto, foi um dos primeiros críticos dos programas de americanização que faziam com que os imigrantes não anglo-saxões cometessem um suicídio cultural e viajou pelos Estados Unidos promovendo e buscando apoio para a FLIS e sua abordagem de assimilação culturalmente sensível que preservou os valores e a dignidade dos imigrantes, independentemente da raça ou origem nacional.
Apesar de Rembao ter destacados os ideais e exemplos de liberdade admiráveis na tradição americana, ele também criticou os modos não democráticos e não cristãos como negros, latinos, mulheres e outras minorias eram tratados nos Estados Unidos, e declarou, abertamente, que os Estados Unidos não eram uma nação cristã nem uma democracia consistente.
Em dezembro de 1938, participou da Conferência Missionária Mundial em Tambaram (então chamada de Madras), Índia. Após essa Conferência, manteve contato com Mahatma Gandhi. Um ano depois, escreveu um livro sobre sua experiência na Índia ("Mensaje, Movimiento Y Masa", 1939).
No livro "Democracia Trascendente" (1945), Rembao criticou duramente o capitalismo como um sistema sujeito à corrupção pelas elites que exploram as classes mais baixas. Rembao chegou ao ponto de argumentar que o capitalismo poderia ser uma ameaça à democracia tanto quanto o darwinismo social e o comunismo.
Escreveu sobre a herança cultural do México e as contribuições dos imigrantes mexicanos para a América. Sua preocupação com os pobres e necessitados o levou a lugares como o Chile em 1946, onde trabalhou com órfãos.
Sua preocupação com a formação da próxima geração de lideranças protestantes latino-americanas o levou a lugares como o Seminario Evangélico de Teología, em Matanzas, Cuba, entre 1955 e 1956, onde foi acadêmico visitante. Suas palestras, pregações e amizade deixaram tal impressão que o seminário dedicou uma sala de conferências em sua homenagem.
Defendia o fim do nacionalismo militante, das corridas armamentistas e da competitividade selvagem do mercado, exigindo, em vez disso, a interdependência das nações que promulgavam políticas para seu benefício mútuo. Ele defendeu a Liga das Nações inspirada nos EUA como um agente da diplomacia e da paz. Posteriormente, lamentou que a Liga nunca teve o poder de fazer cumprir seus pactos, principalmente porque os Estados Unidos, ironicamente, não aderiram a ela.
Ao longo do resto de sua vida, lutou por meio de muitos escritos, discursos e atividades para promover o que ele via como democracia socialmente justa e paz internacional e comércio com base nos princípios que encontrou na Bíblia e, acima de tudo, em Jesus Cristo, que acreditava ter pregado preocupação modelada pela transformação espiritual e justiça social. Ele continuou a ter esperança nos ideais do internacionalismo de base cristã e nos modelos holísticos de missão cristã.
Foi um colaborador, ativista e palestrante muito procurado em muitos empreendimentos de melhoria social, amizade mundial, anti-guerra, missões ecumênicas e interesses hispânicos. Promoveu os estudos latinos na América por meio de suas atividades acadêmicas no "Hispanic Institute of Columbia University" na cidade de Nova Iorque, que deu início ao primeiro programa de doutorado do país em literatura latino-americana.
Sua residência foi visitada por acadêmicos visitantes, artistas e dignitários da América Latina.
Em dezembro de 1961, em decorrência de um acidente vascular cerebral, começou a sofrer de afasia. Mais tarde, ele também contraiu bronquite e morreu em 10 de novembro de 1962  .

## La Nueva Democracia
Em 1916, líderes missionários protestantes da América do Norte e da América Latina se encontraram no Panamá para fundar o "Comitê de Cooperação na América Latina" (CCAL) para coordenar o trabalho missionário de diversas denominações protestantes na América Latina.
Em 1920, o CCAL começo a publicar o seu jornal em espanhol "La Nueva Democracia" (ND).
Em junho de 1929, Rembao compareceu à assembléia de missões ecumênicas patrocinada pelo CCLA em Havana, Cuba, como representante de várias organizações de orientação internacional: o FLIS, a Igreja Presbiteriana, a Igreja Congregacional (sua própria denominação) e o Conselho Interdenominacional sobre Trabalho de Língua Espanhola nos Estados Unidos. A referida Conferência foi vista como um marco na ascensão da liderança latina e na “latinização” do protestantismo. Rembao, que foi um dos quatro vice-presidentes da conferência e presidente de uma das comissões, contribuiu para esse processo.
A Conferência de Havana foi marcada por fortes sentimentos de nacionalismo, antiimperialismo e antiamericanismo entre os participantes latino-americanos. Nesse contexto, Rembao tentou promover a conciliação por meio de uma mensagem internacionalista como uma resposta ao imperialismo, exploração econômica da classe trabalhadora e outros problemas que dividiam os povos, causavam grandes disparidades de riqueza e direitos civis e, desse modo, provocavam guerras.
Em um artigo que publicou no ND, antes da Conferência de Havana, Rembao apresentou o trabalho do FLIS com os novos imigrantes nos Estados Unidos como um modelo de promoção do entendimento e boa vontade inter-raciais, interculturais e internacionais. As recomendações da comissão que liderou em Havana e o relatório de sua autoria argumentavam que o imperialismo econômico contra os pobres era uma realidade e impedia o desenvolvimento de uma igreja protestante autônoma, autossustentável e autopropagada que refletisse a cultura e as necessidades dos povos latino-americanos.
Desse modo, exortou as igrejas a trabalharem firmemente por condições justas e seguras para os trabalhadores, plenos direitos civis para mulheres e classes populares, compromisso com a paz global, defesa do Pacto Kellogg-Briand e dos Tratados Pan-Americanos de Conciliação que renunciavam à guerra e consideraram a diplomacia como meio de resolver disputas internacionais. Portanto, para Rembao, a busca pela latinização protestante estava em harmonia com a busca pela amizade mundial.
Logo após a quebra da bolsa de valores em 1929, Rembao perdeu seu emprego na FLIS.
No início dos anos 1930, Rembao começou a cooperar mais com o jornal "La Nueva Democracia" do CCLA e, no início de 1933, tornou-se seu editor geral da revista, cargo que ocupou até sua morte em 1962, embora tenha continuado a cooperar com o FLIS em suas várias encarnações, bem como com outros grupos ecumênicos, jornalísticos e internacionalistas.
Nesse período, o ND foi influenciado pelo evangelho social e internacionalismo. O propósito declarado do ND era atingir as classes intelectuais e influentes da América Latina com a mensagem de uma “nova democracia” que levaria a um maior progresso civilizado marcado por amizade mutuamente benéfica entre as nações, direitos iguais e justiça independentemente de gênero, raça e classe.

## Obra
- "Lupita: A Story of Mexico in Revolution". Nova Iorque: Friendship Press, 1935;
- "Meditaciones Neoyorkinas",  Buenos Aires: Librería “La Aurora”, 1939;
- "Mensaje, Movimiento y Masa", Buenos Aires: Librería “La Aurora”, 1939;
- "Outlook in México", Nova Iorque: Friendship Press, 1942;
- “Prehispanic Religion in Latin America.”. International Review of Mission 31 nº. 2 (1942);
- "Democracia Trascendente". Buenos Aires: Editorial “La Aurora”; México, DF: Casa Unida de Publicaciones, 1945;
- "Flor de Traslaciones: Ensayos de Tiempo de Angustia" - Parte 2. Buenos Aires: “La Aurora”, 1947.
- “The Presence of Protestantism in Latin America.” International Review of Mission 37 nº. 1 (1948).
- "Discurso a la Nación Evangelica. Apuntaciones for un Estudio de la Transculturación Religiosa en el Mundo de Habla Española". Buenos Aires: Editorial “La Aurora”, 1949;
- "Horseman of the Lord: Alfred Clarence Wright". Nova Iorque: Friendship Press, 1951;
- "Pneuma: Los Fundamentos Teológicos de la Cultura". México, DF: Casa Unida de Publicaciones; Buenos Aires: Editorial La Aurora, 1957;
- "Protestant Latin America: Sight and Insight”. International Review of Mission 46 no. 181 (1957).
- "The Reformation Comes to Hispanic America." Nashville, TN: Abingdon Press, (1957).
- "The Growing Church and its Changing Environment in Latin America: From Missions to Mission in Latin America: Study Conference of the Committee on Cooperation in Latin America". Nova Iorque: The Committee on Cooperation in Latin America, 1958.
- "Lecciones de Filosofia de la Religion". Matanzas, Cuba: Publicaciones del Seminario Evangélico de Teología, [1958].
- "Mission Highlights". n.p.: n.p., 1959.
- "La Vida Heroica. 2 vols in 1". Mexico, D.F.: Comité Regional de Mexico para e Comité Central de Educacion Religiosa en la America Latina, n.d.[1].